# Гарсия, Каролина (исполнительный директор)
Каролина Гарсия  (исп. Carolina García; род. 1985, Сан-Мигель-де-Тукуман) — аргентинский кинопродюсер.   Директор оригинальных сериалов   Netflix.

## Ранняя жизнь и карьера
Родилась в Аргентине, выросла в Калифорнии, куда иммигрировала вместе с родителями и двумя братьями. Она училась танцевать с 4-х лет, также обучалась пению. Однако, посмотрев сериал  «24 часа»  с Кифером Сазерлендом в главной роли, она решила, что хочет работать в индустрии развлечений. Каролина начала свою карьеру в этой области в качестве стажера на 20th Century Fox Television, проработала там девять лет и стала менеджером Current Programming. 
С 2016 года она режиссёр оригинальных сериалов Netflix. Гарсия курировала такие сериалы, как «Очень странные дела», а также работала над распространением латиноамериканских сериалов, таких как  «Леденящие душу приключения Сабрины», «13 причин почему»,  «Нетипичный»  и  «Мой сын — супергерой».

## Награды
Каролина Гарсия была включена в  список Fortune  40 до 40 лет в 2020 году. В 2021 году Би-би-си включила её в свой список 100 самых вдохновляющих женщин.